# 18240 Маолд
18240 Маолд (18240 Mould) — астероїд головного поясу, відкритий 29 вересня 1973 року.
Тіссеранів параметр щодо Юпітера — 3,466.